# Stiglersches Ernährungsmodell
Das Stiglersche Ernährungsmodell (auch Nahrungsproblem, englisch Stigler diet) ist ein klassisches Problem des Operations Research.
Das Ernährungsmodell wurde zunächst 1945 vom späteren Nobelpreisträger und Ökonomen George Stigler formuliert. Es behandelt die Frage, wie ein Mensch ausreichend und zugleich kostengünstig ernährt werden kann. Stigler stellte den Gehalt an Nährstoffen (Fette, Proteine, Kohlenhydrate) in verschiedenen Lebensmitteln (wie Gemüse, Obst und Fleisch) den Kosten ihrer Beschaffung gegenüber und fragte, wie man eine Mahlzeit für eine Person mit ausreichenden Nährstoffen zu den niedrigsten Kosten serviert.
```
Von einem mäßig aktiven Mann mit einem Gewicht von 154 Pfund sollte wie viel von jedem von 77 Lebensmittel täglich gegessen werden, damit die Aufnahme von neun Nährstoffen mindestens den 1943 vom Nationalen Forschungsrat empfohlenen Recommended Dietary Allowances (RDAs) entspricht und die Kosten der Diät dabei minimal bleiben?
```

Stigler konstatierte 1944, dass es anscheinend keine direkte Methode gebe, mit der man das Minimum einer linearen Funktion unter linearen Nebenbedingungen finden könne. Für das Nahrungsproblem fand er 1945 mit einem heuristischen Ansatz eine Lösung, die 39,93 Dollar kosten würde. Weil 62 der Lebensmittel nur wenige der Nährstoffe enthalten, betrachtete er nur die anderen 15 und berechnete unter diesen die optimale Lösung.
Im Jahre 1947 veröffentlichte George Dantzig das Simplex-Verfahren, mit dem lineare Programme erstmals systematisch gelöst werden konnten. Eine der ersten dokumentierten Anwendungen der neuen Methode wurde Stiglers Ernährungsmodell. An der optimalen Lösung dieses linearen Programms mit neun Ungleichungen und 77 Variablen waren neun Personen beschäftigt, die zusammen etwa 120 Manntage Rechenarbeit benötigten. Im Ergebnis konnte die optimale Lösung berechnet werden, die mit 39,69 Dollar um 24 Cent billiger war als die von Stigler gefundene.
Es gibt inzwischen eine Anzahl von wissenschaftlichen Arbeiten, die sich mit unterschiedlichen Anwendungen der Linearen Optimierung auf das Nahrungsproblem beschäftigen. In der umfangreichen Review-Arbeit gibt der Autor eine Übersicht über zahlreiche Anwendungen der Linearen Programmierung auf die Optimierung von Nahrungszusammensetzungen. Einen breiten Raum nehmen Forschungen ein, die die ökonomischen als auch die ökologischen Aspekte berücksichtigen.